# Stadio Adriatico-Giovanni Cornacchia

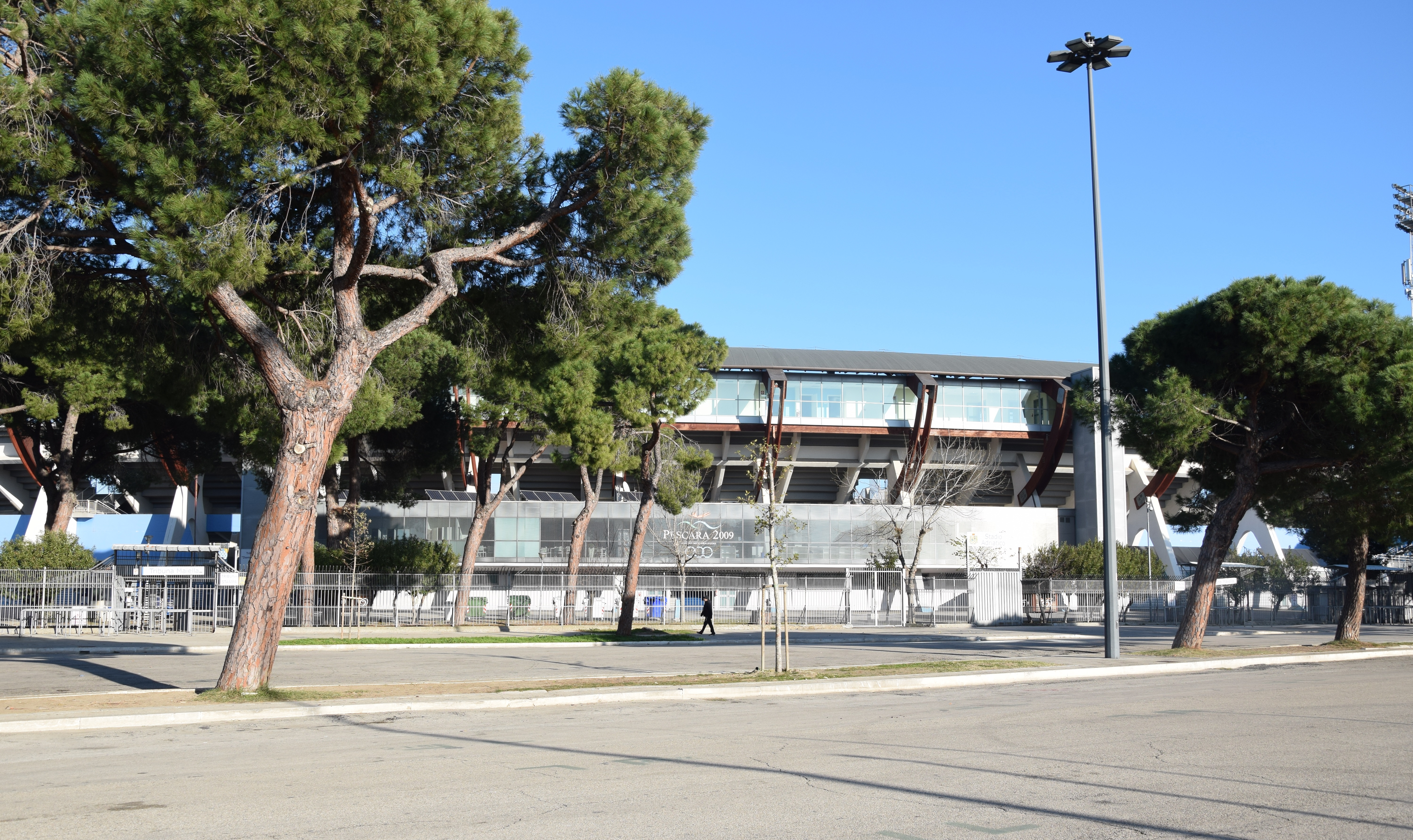
L'ingresso della tribuna Majella

Lo stadio Adriatico-Giovanni Cornacchia è l'impianto sportivo principale della città di Pescara. Inaugurato il 29 dicembre 1955, lo stadio è nato come struttura polivalente ed è un centro del CONI destinato principalmente al calcio e all'atletica leggera. Di proprietà del comune di Pescara, vi si svolgono le partite interne del Pescara.
Lo stadio, situato nel quartiere Portanuova e ristrutturato nel 2009, è stato sede principale dei XVI Giochi del Mediterraneo, ospitati a Pescara nello stesso anno. Ha ospitato varie partite della nazionale italiana di calcio ed è stato selezionato come stadio di riserva per i mondiali di calcio del 1990. Ha inoltre ospitato varie partite delle Olimpiadi di Roma del 1960.

## Storia
Già nel secondo dopoguerra, anche grazie ai risultati positivi della squadra cittadina, si iniziò ad ideare un nuovo stadio in sostituzione dello storico campo Rampigna di via Caduta del Forte, tuttavia bisognerà attendere le Olimpiadi di Roma del 1960 perché il CONI decida, con delibera ufficiale del 16 maggio 1951, di finanziare la costruzione dell'impianto. Il progetto iniziale venne redatto dall'architetto Luigi Piccinato, già artefice di molte opere in città e del suo piano di ricostruzione. Piccinato ideò una struttura ovale che, seguendo le linee dello stadio Olimpico di Roma, introduceva una soluzione sperimentale per il sostegno del piano superiore della tribuna Majella, tramite archi in cemento armato a sbalzo sovrapposto. Inizialmente era prevista una sopraelevazione anche per la tribuna adriatica, ma l'idea venne scartata oltre che per l'aumento dei costi anche per l'eccessiva capacità che avrebbe raggiunto l'impianto, circa 25.000 posti, risultando evidentemente sovradimensionato per una città che all'epoca contava ancora circa 60.000 abitanti. I lavori si avviarono il 30 dicembre 1952, per concludersi l'11 dicembre 1955 con circa tre mesi di ritardo, consegnando uno stadio, secondo le stime del CONI, con una capacità «dai 15 ai 20 mila spettatori». Lo stadio sarà inaugurato il 29 dicembre di quell'anno con la partita tra il Pescara, all'epoca militante in IV Serie, ed il Como che invece partecipava alla Serie B, vinta dalla squadra lombarda con il risultato di 1 a 3. Dopo diversi anni in cui l'impianto subirà numerosi interventi di adeguamento (come l'installazione di impianti telefonici per radio e stampa nel 1957, il rifacimento della pista d'atletica una prima volta nel 1957 e nuovamente nel 1972, l'impianto di illuminazione nel 1960 e la costruzione di spogliatoi nelle curve per gli atleti di altre discipline nel 1972) nel 1977, in seguito alla prima promozione in Serie A del Pescara Calcio, si decise di ampliare la struttura costruendo un secondo anello, con il contestuale trasferimento della sala stampa dalla tribuna Adriatica alla tribuna Majella e rifacimento della pista d'atletica, che porterà la capienza dello stadio, più volte raggiunta nelle partite più importanti, a circa 40.000 spettatori. Nuove modifiche saranno operate sulla struttura a metà anni '80, quando sarà eliminato il pericoloso fossato circolare che separava gli spalti dal terreno di gioco, condizionando però la visibilità con le barriere divisorie che quindi crebbero di altezza; in quell'occasione sarà anche installato un primo tabellone elettronico sulla curva sud. In ottemperanza alle più severe norme UEFA introdotte in seguito la strage dell'Heysel, la capienza della struttura, che sarà scelta come stadio di riserva per i mondiali di Italia 90, venne ridotta a 34.000 spettatori. Un'ulteriore riduzione di capienza si avrà alla fine degli anni '80, quando l'installazione dei seggiolini nella tribuna Majella e nella sezione centrale della tribuna adriatica porterà lo stadio a poter ospitare circa 26.000 spettatori. La presenza dell'attrezzata pista d'atletica, che comprende una seconda pista all'esterno intorno al perimetro dello stadio, permise alla struttura di ospitare importanti eventi della disciplina, come i campionati italiani di atletica leggera del 1990, 1999 e 2018.
Con l'assegnazione alla città dei XVI Giochi del Mediterraneo lo stadio, sede della cerimonia di apertura e della finale del torneo di calcio, sarà oggetto di un primo integrale intervento di restauro nel 2008, che oltre a ridurre nuovamente la capienza, portandola a 22.000 spettatori con l'installazione di seggiolini in tutti i settori, comporterà anche un nuovo rifacimento della pista d'atletica, l'installazione di una copertura in legno lamellare sulla tribuna Majella e l'installazione di un nuovo tabellone elettronico, oltre a diversi interventi di consolidamento della struttura e di creazione di nuovi locali. Contestualmente a questi interventi, lo stadio venne intitolato all'atleta pescarese Giovanni Cornacchia. I limiti della struttura, come la lontananza degli spalti dal campo di gioco e la necessità di chiudere al traffico molte importanti strade nelle vicinanze durante gli incontri, hanno spinto comune e società a progettare l'abbattimento e la ricostruzione della struttura secondo criteri più moderni, tuttavia l'intero stadio è stato sottoposto a vincoli nel 2015 per la sua peculiarità dalla soprintendenza archeologia, belle arti e paesaggio dell'Abruzzo, impedendo di fatto lavori di ampliamento od ammodernamento dell'impianto. Nel 2016 la realizzazione del settore disabili da 85 posti e degli skybox nella tribuna Majella ridurrà la capacità dell'impianto agli odierni 20.515 spettatori. Accantonati i piani di ricostruzione dello stadio, società e comune hanno inizialmente avviato i progetti per la costruzione di un nuovo stadio a Pescara, sempre nella zona della Pineta Dannunziana ma più a sud, in un contesto meno urbanizzato e meno impattante sul quartiere Portanuova, tuttavia nel 2023 il Consiglio di Stato ha annullato il vincolo della soprintendenza, rendendo possibili nuovi progetti per l'ammodernamento dell'impianto. 
Nel 2016 l'Adriatico ha ospitato la gara casalinga d'esordio del Crotone in Serie A per via dell'indisponibilità temporanea dello stadio Ezio Scida, e il 16 giugno del 2018 la finale play-off di Serie C, valida per la promozione in Serie B, tra Siena e Cosenza.

## Incontri calcistici di rilievo

### Competizioni internazionali

#### Coppa del Mediterraneo 1953-1958
| Data           | Squadra #1 | Risultato | Squadra #2 | Arbitro | Spettatori |
| -------------- | ---------- | --------- | ---------- | ------- | ---------- |
| 12 maggio 1957 | Italia B   | 0-1       | Egitto     | Ason    | 20 000     |

#### Giochi della XVII Olimpiade 1960
| Data             | Squadra #1 | Risultato | Squadra #2       | Fase a gruppi | Arbitro        |
| ---------------- | ---------- | --------- | ---------------- | ------------- | -------------- |
| 26 agosto 1960   | Jugoslavia | 6-1       | Rep. Araba Unita | Gruppo A      | Reginald Leafe |
| 29 agosto 1960   | Tunisia    | 1-2       | Argentina        | Gruppo C      | István Zsolt   |
| 1 settembre 1960 | Perù       | 3–1       | India            | Gruppo D      | Hussein Imam   |

#### XVI Giochi del Mediterraneo 2009
| Arbitro: | Gamail Embaia |

|                 |            |                                |
| Mustacchio 89’  | Marcatori  | 76’ N'sue 95’ (aut.) Calderoni |
| Francesco Rocca | Allenatori | Luis Milla                     |

#### Qualificazioni Campionato EURO2012
| Arbitro: | Antonio Mateu Lahoz |

|                                     |            |                   |
| Cassano 21’, 53’ McAuley 74’ (aut.) | Marcatori  |                   |
| Cesare Prandelli                    | Allenatori | Nigel Worthington |

### Amichevoli della nazionale italiana
| Arbitro: | Bob Valentine |

|                              |            |                    |
| Altobelli 77’ Di Gennaro 90’ | Marcatori  |                    |
| Enzo Bearzot                 | Allenatori | Antoni Piechniczek |

| Arbitro: | Gerasimos Germanakos |

|                                 |            |                        |
| Giannini 18’ (rigore) Ferri 29’ | Marcatori  | 40’ (rigore) Brandhaug |
| Azeglio Vicini                  | Allenatori | Ingvar Stadheim        |

| Arbitro: | Günter Benkö |

|                                      |            |             |
| Crippa 44’ Lombardo 55’ Apolloni 84’ | Marcatori  | 62’ Tolunay |
| Arrigo Sacchi                        | Allenatori | Fatih Terim |

| Arbitro: | Pascal Garibian |

|                     |            |             |
| Vieri 38’           | Marcatori  | 28’ Emre    |
| Giovanni Trapattoni | Allenatori | Şenol Güneş |

| Arbitro: | Claudio Circhetta |

|                |            |                  |
| Marcello Lippi | Allenatori | Bert van Marwijk |

| Arbitro: | Aleandro Di Paolo |

|                             |            |                 |
| Mancuso 31’ Cappelluzzo 60’ | Marcatori  | 10’ Vido        |
| Zdeněk Zeman                | Allenatori | Luigi Di Biagio |

## Settori

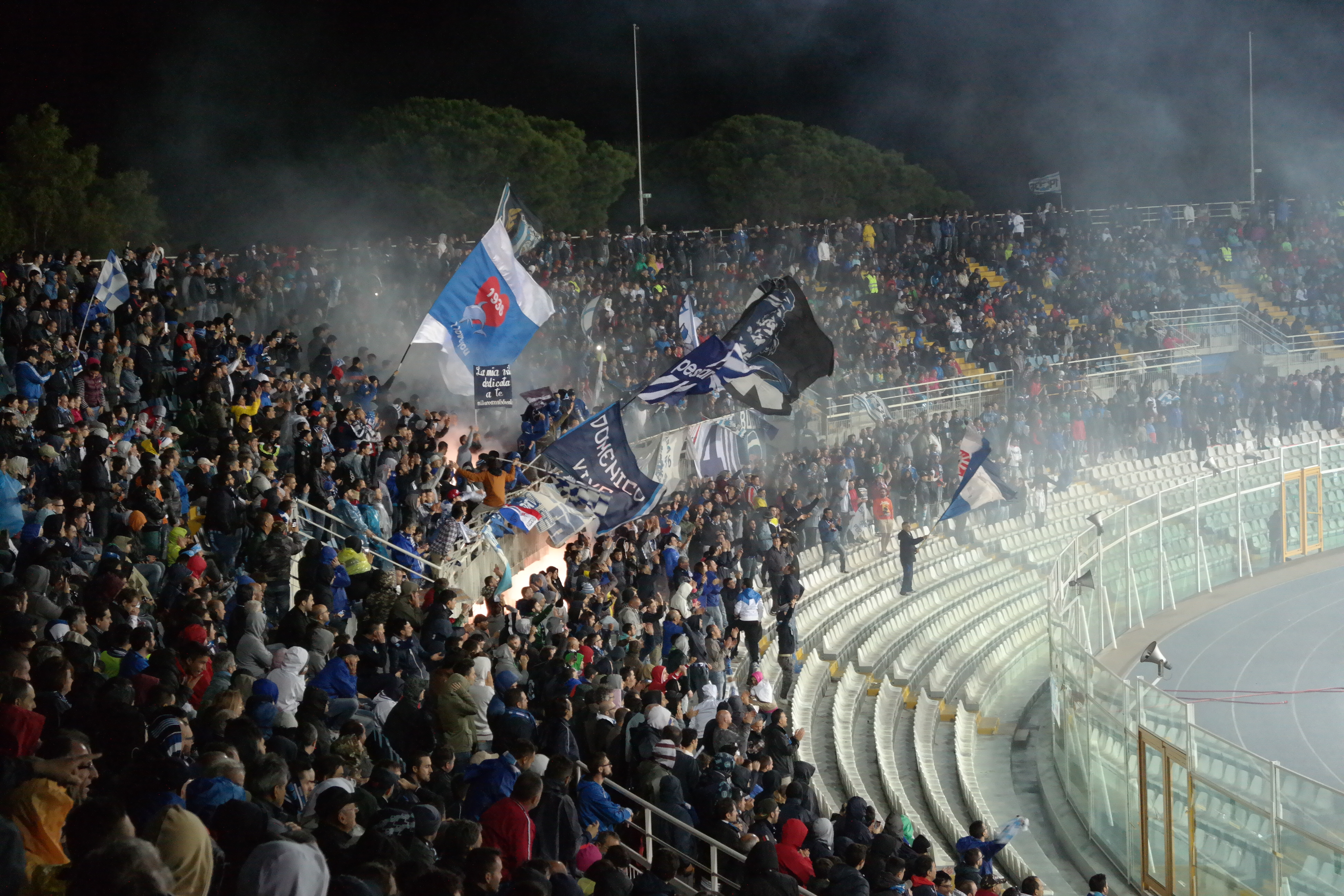
Curva nord Marco Mazza, il settore della tifoseria locale

La tribuna Majella durante i lavori di ristrutturazione

| Settore                             | Posti |
| ----------------------------------- | ----- |
| Curva nord Marco Mazza              | 4888  |
| Curva sud                           | 4101  |
| Curva sud ospiti Piermario Morosini | 749   |
| Tribuna Adriatica centrale          | 2052  |
| Tribuna Adriatica laterale          | 3659  |
| Tribuna Majella inferiore           | 1759  |
| Tribuna Majella superiore laterale  | 2182  |
| Tribuna VIP                         | 233   |
| Tribuna d'onore                     | 232   |
| Poltronissima                       | 355   |
| Totale anelli                       | 20210 |
| Settore disabili                    | 85+85 |
| Tribuna stampa Mario Santarelli     | 100   |
| SkyBox                              | 40    |
| Totale complessivo                  | 20520 |

## Dati tecnici
- Capienza: 20520 posti
- Tribuna stampa: 100 posti
- Settore disabili: 85 posti + 85 accompagnatori
- Dimensioni campo: 105 × 68 m
- Divisori interni: Recinzione

### Dotazione
Lo stadio dispone di:
- Amplificazione sonora
- Illuminazione campo
- Campo pre-riscaldamento

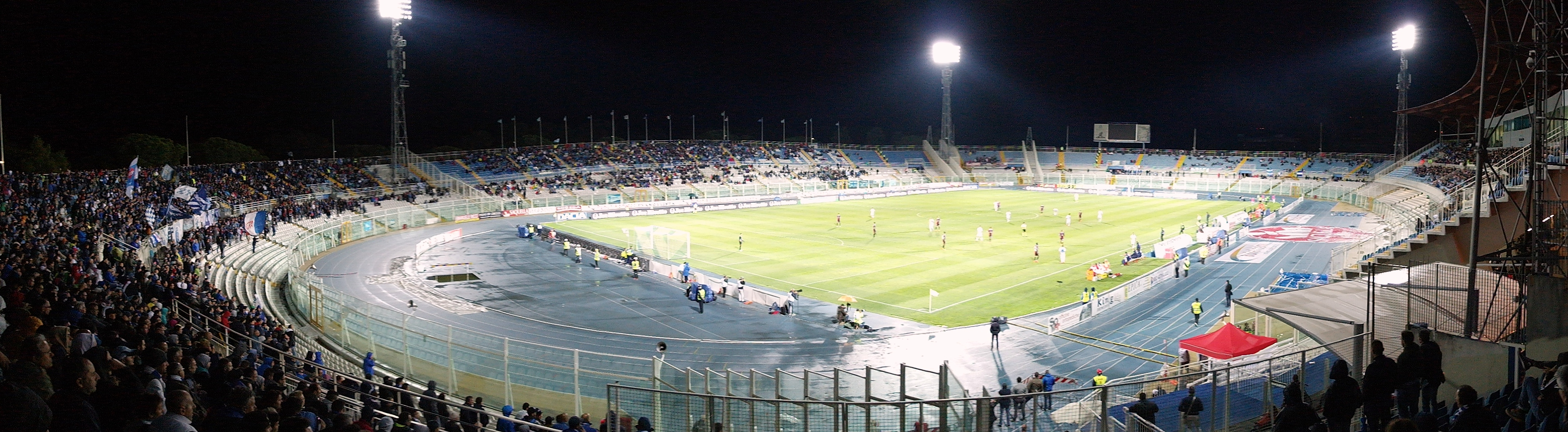
Panoramica notturna dello stadio

- Impianto TV a circuito chiuso interno ed esterno
- SkyBox
- Dispositivi per la formazione e l'uso di energia rinnovabile
- Tribuna stampa
- Sedili in alluminio con caratteristiche antivandalo con schienali reclinabili
- Area vip climatizzata
- Schermo elettronico
- Tribuna Majella con copertura in legno lamellare
- Uffici
- Palestre
- Pista d'atletica
- Tornelli
- Bar
- Servizi igienici

## Attività extracalcistiche
Lo stadio è stato sede dei campionati italiani assoluti di atletica leggera nel 1990, 1999 e 2018, e ha inoltre ospitato numerosi concerti di artisti di fama nazionale e internazionale.

### Concerti
| Data              | Artista                            | Tour                                   |
| ----------------- | ---------------------------------- | -------------------------------------- |
| 15 agosto 1977    | Soft Machine                       |                                        |
| 9 luglio 1979     | Lucio Dalla e Francesco De Gregori | Banana republic                        |
| 11 luglio 1980    | Edoardo Bennato                    | Sono solo canzonette                   |
| 11 agosto 1981    | Lucio Dalla                        |                                        |
| 25 luglio 1982    | Pooh                               | European Tour '82                      |
| 10 agosto 1986    | Antonello Venditti                 | Tour Venditti & Segreti                |
| 21 luglio 1988    | Eros Ramazzotti                    | Musica è tour                          |
| 26 luglio 1988    | Ray Charles                        |                                        |
| 5 agosto 1993     | Litfiba                            | Terremoto Tour                         |
| 11 agosto 1993    | Vasco Rossi                        | Gli spari sopra                        |
| 8 agosto 1995     | Litfiba                            | Spirito Tour                           |
| 11 agosto 1996    | Vasco Rossi                        | Nessun pericolo per te                 |
| 24 agosto 1996    | Antonello Venditti                 | Ogni volta tour estate                 |
| 30 luglio 1997    | Jovanotti                          | Lorenzo Tour 1997                      |
| 1 luglio 1998     | Eros Ramazzotti                    | Eros world tour                        |
| 9 agosto 2000     | Luciano Ligabue                    | 1990-2000: 10 anni sulla mia strada    |
| 15 luglio 2002    | Renato Zero                        | Prove di volo                          |
| 6 agosto 2002     | Luciano Ligabue                    | LigaLive                               |
| 20 giugno 2003    | Carmen Consoli                     | L'eccezione Tour                       |
| 29 agosto 2004    | Piero Pelù                         | Soggetti smarriti tour                 |
| 18 settembre 2004 | Vasco Rossi                        | Buoni o cattivi tour                   |
| 6 agosto 2006     | Luciano Ligabue                    | Nome e cognome tour 2006               |
| 24 luglio 2010    | Mario Biondi                       | Spazio e tempo tour estate 2010        |
| 26 luglio 2010    | Deep Purple                        | Rapture of the Deep tour               |
| 2 agosto 2010     | Luciano Ligabue                    | Ligabue: Stadi 2010                    |
| 11 luglio 2011    | Jovanotti                          | Lorenzo Live - Ora in Tour 2011-2012   |
| 24 luglio 2011    | Modà                               | Viva i romantici tour                  |
| 4 agosto 2011     | Zucchero Fornaciari                | Chocabeck World Tour                   |
| 6 agosto 2012     | Laura Pausini                      | Inedito World Tour 2011-2012           |
| 10 luglio 2013    | Jovanotti                          | Backup Tour - Lorenzo negli stadi 2013 |
| 22 luglio 2015    | Jovanotti                          | Lorenzo negli Stadi Tour 2015          |
| 5 luglio 2018     | Negramaro                          | Amore che torni tour stadi 2018        |
| 21 giugno 2019    | Luciano Ligabue                    | Start Tour                             |
| 23 luglio 2019    | Laura Pausini e Biagio Antonacci   | Laura Biagio Stadi Tour 2019           |
| 7 luglio 2022     | Ultimo                             | Stadi 2022                             |
| 2 luglio 2024     | Zucchero Fornaciari                | Overdose d'amore World Tour            |